# Fort Stockton (Teksas)
Fort Stockton je grad u američkoj saveznoj državi Teksas. Prema popisu stanovništva iz 2010. u njemu je živjelo 8.283 stanovnika.